# Río Tomo
Le río Tomo est une rivière de l'est de la Colombie,  et un affluent de la rive gauche de l'Orénoque.